# Болон (военачальник)
Болон — македонский военачальник IV века до н. э. Единственное упоминание Болона содержится в «Истории Александра Македонского» Квинта Курция Руфа в контексте процесса над Филотой. Резкое выступление командира, который достиг своего высокого поста из простого воина, историки расценивают либо как отображение отношения рядовых македонян к знати, либо как литературную выдумку для достижения драматического эффекта.

## Биография
По свидетельству Курция Руфа, Болон дослужился до «высокого поста» из простых воинов.
В 330 году, находясь во Фраде, Александр Македонский организовал расследование «дела» старшего сына Пармениона Филоты, начальника конницы гетайров. Филота был арестован, после чего отдан на войсковой суд. После обличающих выступлений Аминты и Кена Болон также произнёс перед собравшимися речь, осуждавшую надменность и богатство Филоты, вызвав возмущение толпы. По замечанию А. С. Шофмана, Болон не привёл ни одного доказательства, которое подтверждало бы факт участия сына Пармениона в раскрытом заговоре. При этом «резкое выступление простого командира» исследователь расценивает как реакцию на высокомерие типичного представителя македонской знати по отношению к рядовым воинам. Схожее суждение высказал П. Фор, обращая внимание на отношение солдат к своим военачальникам, разделённых неравенством как в жизни, так и смерти.
Как отметил канадский исследователь В. Хеккель, имя Болона упоминает только Курций Руф, поэтому не исключено, что весь этот рассказ был выдуман древним историком в целях достижения «драматического эффекта».